# Essunga község
Essunga község (svédül: Essunga kommun) Svédország 290 községének egyike. 
A mai község 1983-ban jött létre.

## Települései
A községben 9 település található:
| Település       | Népesség | Megjegyzés         |
| --------------- | -------- | ------------------ |
| Nossebro        |          | a község székhelye |
| Jonslund        |          |                    |
| Främmestad      |          |                    |
| Bäreberg        |          |                    |
| Bärebergs kyrby |          |                    |
| Essunga         |          |                    |
| Fåglum          |          |                    |
| Lekåsa          |          |                    |
| Krokstorp       |          |                    |